# کاسالنوو دی ناپولی
شهر  کاسالنوو دی ناپولی (به ایتالیایی: Casalnuovo di Napoli) با جمعیت ۵۰٬۵۹۲ نفر  در ناحیه کامپانیا در کشور ایتالیا واقع شده‌است.